# Al Dhafra
Region Al Dhafra (arabsky مِنْطَقَة ٱلظَّفْرَة), do roku 2017 znám jako Al Gharbia (arabsky ٱلْمِنْطَقَة ٱلْغَرْبِيَّة) nebo Západní region, je jeden ze tří regionů tvořících emirát Abú Zabí. Z regionů je zdaleka největší (zabírá 71 % celkové rozlohy emirátu), ale zároveň nejméně lidnatý a s nejnižší hustotou zalidnění. Hlavním městem je Madinat Zayed. Nové označení regionu vychází z historického označení nejzápadnější části regionu, Dhafrah. Oblast je významná zejména kvůli velkým ložiskům ropy a zemního plynu, tvořícím 90 % zásob emirátu Abú Zabí, které tvoří 90 % zásob celých Spojených arabských emirátů.

## Demografické statistiky
V regionu žije 202 154 obyvatel (údaj ze sčítání v roce 2010), včetně přilehlých ostrovů (asi 17 tisíc obyvatel). Při hustotě zalidnění 6 obyvatel/km2 by rozloha činila 33 700 km2. Jiné oficiální zdroje nicméně udávají rozlohu 59 760 km2, což by odpovídalo 83 % z celkové rozlohy emirátu (72 000 km2).
Region sestává ze 7 obcí a dalších měst (počty obyvatel pocházejí ze sčítání z roku 2005):
- Madinat Zayed (29 095 obyvatel)
- Ruwais (15 551 obyvatel)
- Ghayathi (14 022 obyvatel)
- Liwa (20 192 obyvatel)
- Al Mirfa (14 503 obyvatel)
- Sila (7 900 obyvatel)
- Dalma (4 811 obyvatel)
- Habshan[2]
- Ghuwaifat

Na pobřeží se nachází šest přístavů, které buduje a spravuje Abu Dhabi Ports Company (ADPC). Přístavy podporují lokální rybaření, turismus či logistiku a usnadňují transport zboží a osob na přilehlé ostrovy.

## Paleontologické nálezy
V Al-Dhafře, konkrétně v lokalitě „Mleisa 1“, byly nalezeny 7 milionů let staré otisky nohou prehistorických slonů. V oblasti Baynunah bylo nalezeno přibližně 6 000 let staré místo, kde byli poráženi velbloudi.